# Шарлицька сільська рада
Шарли́цька сільська рада (рос. Шарлыкский сельский совет) — сільське поселення у складі Шарлицького району Оренбурзької області Росії.
Адміністративний центр — село Шарлик.

## Населення
Населення — 7982 особи (2019; 8241 в 2010, 8917 у 2002).

## Склад
До складу сільської ради входять:
| Населений пункт     | Населення, осіб (2002) | Населення, осіб (2010) |
| ------------------- | ---------------------- | ---------------------- |
| Кармалка, село      | 471                    | 402                    |
| Привітливий, селище | 329                    | 264                    |
| Шарлик, село        | 8117                   | 7575                   |